# NGC 2187
NGC 2187 ist ein interagierendes Galaxienpaar im Sternbild Dorado am Südsternhimmel. Es ist schätzungsweise 169 Millionen Lichtjahre von der Milchstraße entfernt.
Das Objekt wurde am 23. Dezember 1834 von John Herschel entdeckt.